# Władysław Rażmowski
Władysław Rażmowski pseud. „Zawada”, „Poraj” (ur. 12 sierpnia 1908 w Łojewie koło Ostrówka w powiecie węgrowskim, zm. 29 lipca 2001 w Legionowie) – polski oficer, uczestnik polskiej wojny obronnej września 1939, działacz konspiracji niepodległościowej w czasie II wojny światowej w ramach Organizacji Wojskowej „Wilki” oraz Armii Krajowej, zastępca komendanta Obwodu Węgrów AK, pułkownik WP w stanie spoczynku. Kawaler Srebrnego Krzyża Orderu Virtuti Militari.

## Życiorys

### Okres przedwojenny
Był synem Wawrzyńca i Wiktorii z domu Ziółkowskiej. Miał pięcioro rodzeństwa; starszego brata Kazimierza Bolesława oraz cztery siostry: Helenę, Bolesławę, Władysławę i Janinę. Jego ojciec był działaczem Socjaldemokracji Królestwa Polskiego i Litwy, a następnie Polskiej Partii Socjalistycznej i zginął gdy, Władysław miał zaledwie cztery lata. Ze względu na trudną sytuacje materialną rodziny po śmierci ojca już w młodości podjął pracę w Fabryce Wyrobów Żelaznych „Ostrówek”, gdzie najpierw pracował jako malarza szyldów i maszyn, a następnie kreślarz. W listopadzie 1929 zdał eksternistycznie egzamin dojrzałości o profilu matematyczno-przyrodniczym z wynikiem dobrym, zaś w 1933 w Baranowiczach zdał maturę humanistyczną. 
W 1930 otrzymał powołanie do wojska i w marcu rozpoczął służbę w 80 p.p. w Słonimiu, a 1 września 1934 wstąpił do Szkoły Podchorążych Piechoty w Bydgoszczy, którą ukończył w 1937 z wynikiem bardzo dobrym. 15 października 1937 został skierowany do 31 Pułku Strzelców Kaniowskich w Sieradzu, na stanowisko dowódcy plutonu, a następnie kompanii armatek przeciwpancernych i wiosną 1939 wraz z kompanią wysłano go na przedpola Wielunia.

### II wojna światowa
Tuż przed agresją III Rzeszy na Polskę, został odwołany do Sieradza, otrzymując rozkaz przeprowadzenia mobilizacji rezerw pułku. Następnie został wyznaczony na stanowisko oficera łącznikowego 10 Dywizji Piechoty. 9 września 1939 znalazł się w grupie żołnierzy zbombardowanej pod Rogowem koło Brzezin, zostając wówczas ranny w prawą rękę. Mimo ran zdołał zebrać około 40 żołnierzy z ckm-em i armatką ppanc. i pomaszerował wraz z nimi do Warszawy, a następnie do Żelechowa gdzie mieścił się punkt zbiórki rozbitych oddziałów 10 Dywizji Piechoty. Tam został mianowany dowódca batalionu złożonego z rozproszonych żołnierzy i otrzymał rozkaz odmarszu na Kowel. Po agresji ZSRR na Polskę odmówił złożenia broni i wraz z innymi żołnierzami podjął bezskuteczną próbę przekroczenia granicy polsko-rumuńskiej, w trakcie której dostał się do niewoli sowieckiej, z której jednak zdołał szybko zbiec i powrócić w rodzinne strony.
W czasie okupacji niemieckiej, Rażmowski najpierw na jesieni 1939 organizował konspiracyjne oddziały wojskowe w powiatach węgrowskim, sokołowskim i ostrowskim, a następnie nawiązał kontaktu z członkami Organizacji Wojskowej „Wilki” (OWW) i 30 marca 1940 podporządkował się tej organizacji, otrzymując także awans na kapitana i nominację na komendanta OWW na powiaty węgrowski, sokołowski i ostrowski. W tym okresie Władysław Rażmowski posługiwał się pseudonimem „Zawada”. 31 marca 194 Komenda Główna OWW awansowała Władysława Rażmowskiego na majora, powierzając mu jednocześnie dowództwo brygady dywersyjno-sabotażowej, organizowanej na terenie powiatów, w których kierował konspiracją wojskową OWW. Po scaleniu Organizacji Wojskowej „Wilki” z Armią Krajową, latem 1942 został mianowany zastępcą komendanta Obwodu Węgrów AK w stopniu porucznika (AK nie honorowało stopni OWW).
Wczesną wiosną 1943 roku, działając z rozkazu komendanta Inspektoratu Rejonowego I Podokręgu „Wschód” Obszaru Warszawskiego AK mjr. Bronisława Patlewicza ps. „Nieczuja”, Rażmowski zorganizował oddział partyzancki, a następnie stanął na jego czele. Jednostka ta była złożona z trzech plutonów, zorganizowanych z trzech sąsiadujących ze sobą powiatów: węgrowskiego, sokołowskiego i ostrowskiego. Operowała, w rozproszeniu i do pewnego stopnia na zasadzie ad hoc, do lata 1944 roku.
17 października 1943 roku Rażmowski stanął na czele innego oddziału partyzanckiego, który był złożony w połowie z żołnierzy jego macierzystego oddziału, w połowie z żołnierzy Obwodu Mińsk Mazowiecki, a którego zadaniem była ochrona radiostacji Obszaru Warszawskiego AK. 20 listopada tegoż roku oddział stoczył zwycięską potyczkę z Niemcami we wsi Kąty, jednakże wobec niemożności utrzymania się na gęsto zamieszkałym obszarze, został trzy dni później rozwiązany.
W związku z rozpoczęciem akcji „Burza”, Rażmowski stanął na czele I batalionu 13. pułku piechoty AK, zorganizowanego na bazie struktur ośrodka I (Sadowne) i ośrodka IV (Węgrów) Obwodu Węgrów AK. Koncentracja batalionu nastąpiła 26–29 lipca 1944 roku w lasach nieopodal Miedznej. Przez blisko dwa tygodnie Rażmowski i jego żołnierze toczyli walki z Niemcami na bezpośrednim zapleczu frontu. W nocy z 11 na 12 sierpnia zdołali przebić się do pozycji sowieckich w rejonie Miednika. Następnego dnia batalion został rozbrojony przez Armię Czerwoną.

### Okres powojenny
9 października 1945 dokonał ujawnienia w Warszawie i dzięki przedwojennym znajomościom już w 1946 wstąpił do WP. Służył w randze dowódcy batalionu w 54 p.p. w Mrągowie, a także został skierowany na kurs dowódców pułku w Rembertowie. Ze służby został zwolniony w 1947 ze względu na swoją konspiracyjną działalność w szeregach Armii Krajowej. Następnie pracował w różnych instytucjach na stanowiskach technicznych. W 1954 uzyskał tytuł inżyniera elektryka na Politechnice Warszawskiej. Na emeryturę przeszedł w 1973. Po transformacji systemowej był działaczem Światowego Związku Żołnierzy Armii Krajowej i Stowarzyszenia Polskich Kombatantów w Kraju. Otrzymał także awans na podpułkownika, a następnie pułkownika w stanie spoczynku. Zmarł 29 lipca 2001 i został pochowany na cmentarzu w Legionowie.

## Kontrowersje
Jako pierwszy wprowadził do publicznego obiegu sprawę rzekomego udziału Armii Krajowej w powstaniu więźniów z obozu zagłady w Treblince, publikując w 1969 roku na łamach kwartalnika „Dzieje Najnowsze”, wydawanego przez Instytut Historii PAN,  relację zatytułowaną Akcja Treblinka.

## Wybrane ordery i odznaczenia
- Krzyż Srebrny Orderu Virtuti Militari[1]